# Nobuo Tobita
Nobuo Tobita (飛田 展男?, Tobita Nobuo; Mito, 6 novembre 1959) è un doppiatore giapponese, rappresentato dalla Arts Vision.

## Biografia
Il suo debutto è avvenuto nel 1982 con il ruolo di Bob nell'anime Robottino.
È principalmente conosciuto per i ruoli di Kamille Bidan (Mobile Suit Zeta Gundam), il Maggiore (Hellsing Ultimate), Albert Heinrich/004 (Cyborg 009 (2001)) e Sueo Maruo (Chibi Maruko-chan).
È anche il doppiatore di Milhouse Van Houten nell'adattamento giapponese de I Simpson.

## Filmografia

### Anime
- Angelique (Lumiale)
- Beast Wars (Terrorsaur e Quickstrike)
- Bleach (Narratore, Kurodo)
- Bonobono (Shimatchū Oji-san, altre voci)
- Captain Tsubasa (Ken Wakashimazu)
- Chibi Maruko-chan (Sueo Maruo)
- Code Geass (Clovis La Britannia)
- Cyborg 009 (Albert Heinrich/004)
- Detective School Q (Yutaka Saburōmaru)
- Digimon Xros Wars (Mad Leomon)
- Dokidoki! Pretty Cure (Leva)
- Makai Senki Disgaea (Captain Gordon)
- Earthian (Hoshino)
- FAKE (Randy "Ryo" MacLean)
- Flame of Recca (Domon Ishijima)
- Fushigi yûgi (Tomo)
- Gankutsuou (Baptistin)
- Get Backers (Kuroudou Akabane)
- Hakuouki (Sannan Keisuke)
- Hellsing (The Major)
- Hikari no densetsu (Takaaki Ooishi)
- Hiwou War Chronicles - Sai
- Hunter × Hunter (serie 2011) (Meleoron, Polpo)
- Umi ga kikoeru (Taku Morisaki)
- Inuyasha - The Movie 4 (Kyura)
- Kiddy Grade (Sinistra)
- Kimera OAV (Kimera)
- Kirby (Cook Kawasaki, Kabu, Kine, Samo, King Arthur, Akoru, Doro, Crowmon, Amon, Gabon, Macho-san, Master Pengy, Bonkers, Owalt Desney, Post Office Chief Moso)
- Konjiki no Gash Bell!! (Shin'ichi)
- Le bizzarre avventure di JoJo: Phantom Blood (Straitso)
- Le bizzarre avventure di JoJo: Battle Tendency (Straitso)
- Lord Leon OVA (Choujin Locke/Locke the Superman)
- Madara (Shamon)
- Magician's Academy (Hapsiel)
- Mobile Battleship Nadesico (Seiya Uribatake)
- Rockman EXE (Raoul)
- Microman (Edison)
- Mieruko-chan (Junji Rosoku)[1]
- Miracle Girls (Kōhei Yamagishi)
- Mobile Fighter G Gundam (Ulube Ishikawa)
- Mobile Suit Gundam SEED Astray (Rondo Ghina Sahaku)
- Mobile Suit Zeta Gundam (Kamille Bidan)
- Mobile Suit Gundam ZZ (Kamille Bidan)
- Mobile Suit Victory Gundam (Mathis Walker)
- Narutaru (Shunji Tamai)
- Naruto (Ebisu)
- Naruto: Shippuden (Ebisu e Zetsu)
- New Panty & Stocking with Garterbelt (Fantasma del Carcere delle Bitch)
- Oh, mia dea! (Toshiyuki Aoshima)
- Okane ga nai (Kaoruko Someya)
- One Piece (Pekoms, Ashura Doji/Shutenmaru)
- Osakana wa ami no naka (Kawakara)
- Otaku no Video (Yamaguchi)
- Persona -trinity soul- (Kimoto Yūji)
- Plastic Memories (Takao Yamanobe)
- Please Save My Earth (Daisuke Dobashi and Hiiragi)
- Saber Marionette J, Saber Marionette J Again Saber Marionette J to X (Obiichi Soemon eYang Ming)
- Sailor Moon (Jinta Araki (114), Yamagishi (145), Honjo (154))
- Sailor Moon Supers: The Movie (Poupelin)
- Saint Seiya (Aries Shion)
- Samurai Deeper Kyo (Fubuki)
- Shakugan no Shana (Dantalion)
- Slayers Revolution (Zuuma)
- SoltyRei (Ashley Links)
- Super Milk-chan (Dr. Eyepatch)
- Tekkaman Blade (both Pegas and Tekkaman Dagger)
- Tekkaman Blade II (Pegas II)
- The Marshmallow Times (Nats)
- Tokimeki Memorial Only Love (Misao Kurotokage)
- Transformers SuperLink (Nightscream)
- Undead Unluck (Spoil)
- Uta Kata (Sei Tōdō)
- Yu-Gi-Oh! (Kiwami Warashibe)

### Film animati
- Sand Land (Generale Zau)

### Videogiochi
- Another Century's Episode series (Kamille Bidan)
- Armored Core VI: Fires of Rubicon (V.V Hawkins)
- Asura's Wrath (Sergei)
- BCV: Battle Construction Vehicles (Yosuke Yuuki)
- Bleach: Soul Resurrección (Narratore)
- Bravely Default II (Orpheus)
- Call of Duty: Black Ops (Friedrich Steiner)
- Disgaea: Hour of Darkness (Capitan Gordon)
- Disgaea RPG (Capitan Gordon)
- Dissidia Final Fantasy NT (Vayne Carudas Solidor)
- Dissidia Final Fantasy: Opera Omnia (Vayne Carudas Solidor)
- Dragon Quest X: Rise of the Five Tribes Offline (Jagonuba)
- Dynasty Warriors: Gundam (Kamille Bidan)
- Dynasty Warriors: Gundam 2 (Kamille Bidan)
- Dynasty Warriors: Gundam 3 (Kamille Bidan)
- Echo Night 2: Nemuri no Shihaisha (George Gibbs)
- Final Fantasy X-2 (Logos)
- Final Fantasy XII (Vayne Carudas Solidor)
- Galerians: Ash (Romero)
- Granblue Fantasy (Fafnir, Heinrich, Reinbach)
- Hakuoki Shinsengumi Kitan (Sannan Keisuke)
- Hakuoki Zuisouroku (Sannan Keisuke)
- Hakuoki Shinsengumi Kitan (Sannan Keisuke)
- Hakuoki Yugiroku (Sannan Keisuke)
- Knuckle Heads (Rob Vincent, Gregory Darrell)
- La Pucelle: Tactics (Noir)
- Magna Carta: Tears of Blood (Azhadi Loren)
- Mega Man 11 (Dr. Light, Auto)
- Mobile Suit Gundam: Encounters in Space (Karius Otto)
- Mobile Suit Gundam: Gundam vs. Gundam (Kamille Bidan)
- Mobile Suit Gundam SEED Battle Destiny (Rondo Gina Sahaku)
- Nine Hours, Nine Persons, Nine Doors (9th Man/Teruaki Kubota)
- Popful Mail (Slick)
- Street Fighter V (Zeku)
- Super Robot Wars Alpha (Kamille Bidan, Karius Otto)
- Super Robot Wars Alpha Gaiden (Kamille Bidan)
- Super Robot Wars Alpha 2 (Kamille Bidan, Karius Otto)
- Super Robot Wars Alpha 3 (Son Ganlong, Kamille Bidan)
- Super Robot Wars A Portable (Karius Otto, Kamille Bidan)
- Super Robot Wars Z (Kamille Bidan)
- Super Robot Wars Z2: Destruction Chapter (Kamille Bidan)
- Super Robot Wars Z2: Rebirth Chapter (Kamille Bidan)
- Super Robot Wars Z3: Hell Chapter (Kamille Bidan)
- Super Robot Wars Z3: Heaven Chapter (Kamille Bidan)
- Super Robot Wars V (Kamille Bidan)
- Super Robot Wars X (Kamille Bidan)
- Super Robot Wars T (Kamille Bidan)
- Super Robot Wars 30 (Kamille Bidan, Neuber Fahrzeug)
- Tales of Destiny (Berselius)
- Witch on the Holy Night (Yurihiko Tokitsu)
- Yohane the Parhelion: BLAZE in the DEEPBLUE (Tonosama)